# Hauteville-sur-Fier
Hauteville-sur-Fier é uma comuna francesa na região administrativa de Auvérnia-Ródano-Alpes, no departamento da Alta Saboia. Estende-se por uma área de 4.9 km². Em 2010 a comuna tinha 1 018 habitantes (densidade: 207,8 hab./km²).